# Andrea Barzagli
Andrea Barzagli, Cavaliere Ufficiale OMRI, född 8 maj 1981 i Fiesole, är en italiensk före detta fotbollsspelare. Han har tidigare representerat det italienska landslaget i 73 matcher och vunnit såväl VM-guld som EM-silver.

## Klubbkarriär
Säsongen 1998-1999 fick Barzagli för första gången prova på spel i ett A-lag, Rondinella i Serie C, innan han året efter flyttade till Pistoiese i Serie B. Där var han inte speciellt lyckad utan återvände hem till Rondinella året efter. Efter att ha blivit köpt av Piacenza 2001 blev han direkt utlånad till Ascoli som han var med och förde upp till Serie B. I juli 2003 sålde Piacenza en del av honom till Chievo där han gjorde Serie A-debut mot Brescia i augusti 2003. Året efter lämnade Barzagli för spel i Palermo, där han under sin sista säsong 2007/2008 fick äran att vara lagkapten, efter att Eugenio Corini lämnat klubben.

### Wolfsburg
I juni 2008 stod det klart att Barzagli skrivit på för den tyska klubben VfL Wolfsburg. Han lämnade Palermo tillsammans med lagkamraten Cristian Zaccardo, vilket kan ha påverkat hans beslut att flytta till Tyskland. Barzagli spelade alla minuter för Wolfsburg i Bundesliga säsongen 2008/2009, året då Wolfsburg tog sin första ligatitel. Han gjorde sitt första och enda mål för Wolfsburg i 4-0-vinsten mot Hoffenheim 4 april 2010. Under den tid som Barzagli tillbringade i Vfl Wolfsburg så var han älskad av både fans och klubben, han anses kunna vara den bästa i Vfl Wolfsburgs historia.

### Juventus
27 januari 2011 skrev Barzagli på ett kontrakt med Juventus fram till 30 juni 2013. Juventus betalde €300 000 som totalt kan stiga till €600 000.

## Internationellt
Barzagli gjorde sin första landskamp i november 2004 i match mot Finland. Han var med i truppen till VM 2006. Inte många trodde att Barzagli skulle få någon som helst speltid men han fick hoppa in i åttondelsfinalen mot Australien och fick dessutom spela hela matchen i kvartsfinalen mot Ukraina då Marco Materazzi var avstängd. Italien vann sedermera VM-guldet.
Barzagli gjorde 6 matcher i EM-kvalet 2008, inklusive den mycket viktiga 2-1-segern över Skottland. Under EM 2008 så var Barzagli mittback tillsammans med Materazzi i 0-3-förlusten mot Holland. Efter den matchen så gjorde han bara ett enda framträdande på nästan tre år för Italien.
7 oktober 2011, efter tre år utanför landslaget så gjorde Barzagli comeback i EM-kval matchen mot Serbien. Han var skadad när EM 2012 började, men tog plats i startelvan från och med den sista gruppspelsmatchen mot Irland och spelade sedan resten av mästerskapet, som slutade med silvermedalj efter förlust mot Spanien i finalen.
I VM 2014 spelade Barzagli varenda minut för Italien, som misslyckades med att gå vidare från gruppspelet. Även i EM 2016 fanns han på planen under hela Italiens mästerskap, som slutade efter kvartsfinalförlust mot Tyskland på straffar. Barzagli gjorde mål på Italiens tredje straff i avgörandet.
I kvalet till VM 2018 slutade Italien på andra plats i sin grupp efter Spanien, och tvingades därför spela playoff mot Sverige i november 2017. Barzagli spelade bägge playoffmatcherna, som slutade i svensk seger med totalt 1-0, vilket innebar att Italien för första gången på 60 år misslyckats med att kvalificera sig för ett VM. Den 36-årige Barzagli meddelade efter matcherna att han slutade i landslaget.

## Meriter
- U21-EM: Guld 2004
- OS: Brons 2004
- VM: Guld 2006
- Bundesliga: 2008/2009